# Catherine Hardy
Catherine „Cathy” Hardy, po mężu Lavender (ur. 8 lutego 1930 w Carrollton, w stanie Georgia, zm. 8 września 2017) – amerykańska lekkoatletka specjalizująca się w biegach sprinterskich, złota medalistka letnich igrzysk olimpijskich w Helsinkach (1952) w sztafecie 4 × 100 metrów (rekord świata – 45,9).

## Sukcesy sportowe
- 1951 – halowa mistrzyni Stanów Zjednoczonych w biegu na 60 jardów[2]
- 1952 – trzykrotna mistrzyni Stanów Zjednoczonych w biegach na 50 m, 100 m i 200 m[3]

| Rok  | Miasto   | Zawody               | Konkurencja        | Wynik       |
| ---- | -------- | -------------------- | ------------------ | ----------- |
| 1952 | Helsinki | igrzyska olimpijskie | sztafeta 4 x 100 m | złoty medal |

## Rekordy życiowe
- bieg na 100 metrów – 11,8 s. (1952)
- bieg na 200 metrów – 24,3 s. (1952)